# Guinée portugaise
1474–1974
Entités suivantes :
- Guinée-Bissau

La Guinée portugaise est la période durant laquelle le territoire de l'actuelle Guinée-Bissau fut envahi puis colonisé par le Portugal : de 1841 jusqu'au 10 septembre 1974. Elle fut officiellement considérée comme une colonie puis comme une province ultramarine de 1951 à son indépendance.
Auparavant, depuis 1474, le Portugal louait des terrains en bordure de fleuve pour y installer des comptoirs. Si ceux-ci ont ouvert des routes commerciales maritimes et permis le commerce direct avec les Européens, l'intensité du commerce des esclaves a déstabilisé les États : non seulement les pays côtiers, mais, par ricochet, ceux de l'intérieur.  
Cependant, ces comptoirs avaient une influence directe sur un rayon d'une dizaine de kilomètres où s'installaient des personnes ayant décidé de dépendre de la couronne portugaise et servir d'intermédiaires entre commerçants africains et européens. Ils se présentaient aux marchands européens comme « Portugais » (appelés aussi grumettes par les Portugais blancs). 
Le début d'invasion du territoire peut être estimé vers 1841, date à laquelle furent publiés les premiers livres portugais relatifs à la Guinée. Elle se terminera en 1936, avec une ultime bataille.
Entretemps, le 12 mai 1886, France et Portugal signent une convention de délimitation des frontières, qui sont depuis restées celles de la Guinée-Bissau.

## Histoire
Les premiers contacts européens avec les côtes de ce qui allait devenir la Guinée-Bissau sont établis, en 1446, par le navigateur portugais Nuno Tristão, tué en y prenant pied. Le Portugal établit quelques comptoirs sur cette côte, nommée par les navigateurs Rios da Guiné de Cabo Verde.
En 1630, une capitainerie générale de la Guinée portugaise est mise en place, pour administrer ces comptoirse. Avec la coopération de certains seigneurs locaux, le Portugal participe au commerce triangulaire et exporte de nombreux esclaves vers les Amériques, en passant par le Cap-Vert. Cacheu devient l’un des  centres de commerce des esclaves. La traite décline au XIXe siècle et Bissau, construite en 1765 pour être un fort militaire (fortifications achevées en 1873) et un centre commercial, notamment négrier, abandonne cette activité pendant cette période.

### XIXeetXXesiècles
Le Portugal ne s’intéressa guère à l’intérieur des terres avant la seconde moitié du XIXe siècle. Il perdit une partie de la Guinée au profit de la France, y compris la Casamance, qui fut un temps le centre des intérêts commerciaux portugais dans la région. Un conflit avec la Grande-Bretagne à propos des îles de Bolama fut arbitré en faveur du Portugal, en l'absence des principaux dirigeants des pays en guerre avec le Portugal (notamment  Kaabunké à l'intérieur, Royaumes côtiers de Bassarel, Buba, Co, de Bissau, Royaume de Kinara) par quelques pays européens, avec la participation du président des États-Unis Ulysses Grant.
Avant la Première Guerre mondiale, les forces portugaises soumirent plus ou moins les royaumes côtiers, avec le soutien d’une partie de ses anciens alliés Fulbés qu'il avait aidés entre 1863 et 1867 dans la guerre entre Fouta-Djalon et Kaabunké. Ce qui leur permettait d'exercer une influence sur l'intérieur. Ils fixèrent avec la France les frontières de leur colonie en février 1886, toujours en l'absence de  représentants des pays attaqués ou alliés. De ce fait, la Guinée portugaise fut  maîtrisée après 100 ans de combats qui se conclurent par la reddition des Bijagos en 1936 lors de la bataille de Canhabaque.
La capitale administrative passa de Bolama à Bissau en 1941. 
En 1951, un amendement constitutionnel modifia le statut de la colonie de la Guinée portugaise, qui devint une province ultramarine du Portugal.

### Combat pour l’indépendance
En 1956, Amílcar Cabral et Rafael Barbosa fondèrent clandestinement le Parti africain pour l'indépendance de la Guinée et du Cap-Vert (PAIGC). Le PAIGC déplaça ses quartiers à Conakry, en Guinée française, en 1960 et entama une rébellion armée contre le Portugal l’année suivante. Il remporta rapidement des victoires et contrôlait la majeure partie du pays en 1968. Il instaura un pouvoir civil et organisa des élections législatives dans les zones passées sous son contrôle, tandis que les forces et les civils portugais étaient confinés à leurs garnisons et aux grandes villes.
Amílcar Cabral mourut assassiné à Conakry en 1973 et la direction du parti revint à Aristides Pereira, qui devint plus tard le premier président du Cap-Vert. L’Assemblée nationale du PAIGC se réunit à Boe et déclara l’indépendance de la Guinée-Bissau le 24 septembre 1973. Les Nations unies reconnurent l’indépendance en novembre de la même année par le vote 93-7 de l’Assemblée générale. Fait sans précédent, le vote dénonça une agression et occupation illicite par le Portugal et intervint avant le retrait et la reconnaissance de l’indépendance par ce dernier.